# Круглолугівка
Круглолугівка (до 1945 — історичне німецьке село Рундевізе, Рундевізія) — зняте з обліку село в Чернігівській області, Бахмацькому районі. Входило до складу Біловежівської сільської ради з центром у селі Біловежі Перші.

## Географічне положення
Село Круглолугівка розташоване на півдні Бахмацького району біля р. Остер. Знаходиться за 9 км на захід від села Біловежі Перші. Відстань до районного центру 20 км, до залізничної станції Григорівка — 12 км. Розташоване на висоті 137 метрів над рівнем моря.

## Історія
Село засноване в 1766 році як німецька колонія Рундевізе (нім. Rundeweise). Поселенці були лютеранами, вони переселилися з Гессена, а також із Саксонії, Ганновера і Прусії.
В 1768 році переселенці заклали перші 25 будинків. 1859 року в німецькій колонії Рундевізія Кальчинівської волості Борзнянського повіту Чернігівської губернії мешкало 495 осіб (229 осіб чоловічої статі та 266 — жіночої), налічувалось 50 дворів.
Станом на 1885 рік у колишньому колоніальному селі Рундевізія мешкало 856 осіб, налічувалось 83 дворових господарства, існували лютеранський молитовний дім, заїжджий двір і 2 лавки.
За переписом 1897 року в Рундевізії мешкало 1011 осіб (505 осіб чоловічої статі та 506 — жіночої), з них 925 протестантів.
Станом на 1901 рік у селі мешкало 896 осіб (422 особи чоловічої статі та 474 — жіночої). Зменшення населення обумовлено переїздами німців у інші поселення.
У 1923 році була проведена територіальна реформа, за якою село стало центром Рундевізської сільради і ввійшло до Парафіївського району Конотопської округи. Станом на 1924 рік у селі проживало 1012 осіб, було 186 дворових господарств.
З літа 1929 року розпочалася колективізація селянських господарств. На масові протести німецьких селян проти примусової колективізації влада відповіла репресіями. В 1929 році 3 жителі були засуджені Конотопським окружним судом на 5 років позбавлення волі.
Інших противників колективізації також оголосили куркулями і розкуркулили. Куркулів другої категорії депортували, переважно до Казахстану, а також на Урал і в Киргизію. Прізвища депортованих частково встановлено за списками мобілізованих у Трудармію в 1942 році та з відомостей про політичні репресії 1937—1938 років на нових місцях проживання. Всього знайдено 34 члени родин, з них 12 осіб з роду Браунів. Середня чисельність німецької сім'ї складала 6 осіб, тож кількість депортованих приблизно дорівнювала 200 осіб, дані орієнтовні.
Після створення в 1932 році Чернігівської області село входило до Дмитрівського району.
Під час сталінських репресій 1937—1938 років були засуджені до розстрілу 16 жителів села, серед яких одна жінка (Марія Кістер-Ставінська), 6 чоловіків з роду Мельхерів і 3 — з роду Браунів. Ще 13 жителів отримали 5-10 років концтаборів, з яких 7 жителів — з роду Браунів.
До війни в селі була лікарня з пологовим відділенням, середня школа, цегельний завод, електростанція, вулиці села освітлювались. Працював електромлин і ливарний комбінат, на якому виготовлялися чавунні піддувала, плити, дверцята до груб та інші речі господарського вжитку.
В серпні 1941 року частина жителів Рундевізії була мобілізована в робочі колони, разом із жителями українських сіл вони копали окопи, протитанкові рови та будували інші укріплення на західному напрямку.
Наприкінці серпня 1941 року вийшло розпорядження більшовицької влади про депортацію німців у східні райони країни. Але Чернігівський відділ НКВС не встиг виконати це розпорядження, оскільки 9 вересня Чернігів був захоплений німцями. Німецькі війська захопили село Рундевізію 14 вересня 1941 року.
Жителі села, які в той період перебували на схід від місця проживання, були депортовані, а чоловіків мобілізували в Трудармію.
Під час окупації жителі села підпорядковувалися Роменському ортскоменданту і бургомістру Роменського гебіту. Селяни добилися відновлення індивідуальних селянських господарств, хоча окупаційна влада наполягала на створенні сільської общини на зразок колгоспу. Відновив роботу електромлин.
З серпня 1943 року почалася широкомасштабна евакуація етнічних німців з території Рейхскомісаріату Україна до Німеччини. З наближенням фронту у кінці серпня — на початку вересня 1943 року жителі Рундевізії разом з німцями з інших лютеранських сіл (Білі Вежі № 2, Городок, Кальчинівка) попрямували своїм ходом на підводах на захід. Тих, хто не хотів переїжджати, вивозили примусово.
У березні 1944 року біженці були розміщені в районі Вартегау в Західній Польщі, а в січні 1945 року втекли далі на захід. В окупованій Німеччині частина жителів Рундевізії була виявлена розшуковими командами НКВС, інших жителів видали НКВС в американській і англійській зонах окупації. Знайдено 25 прізвищ репатріантів, вони були депортовані, переважно, в Кіровську та Вологодську області Росії, а решті вдалося втекти.
Село Рундевізію 13 вересня 1943 року зайняли радянські війська, а саме бійці 2-ї гвардійської повітряно-десантної дивізії 18-го гвардійського стрілецького корпусу 60-ї армії.
Після встановлення контролю над селом Червоної армії, німців, які ще залишалися, депортували до Казахстану та в Сибір, а в селі залишилися лише українці, яких доповнили переселенцями.
У червні 1945 року село Рундевізію перейменували в Круглолугівку, а Рундевізська сільрада стала називатися Круглолугівською.
Після війни чисельність населення поступово скорочувалась, в 1979 році в селі мешкало в 38 дворах 100 осіб, а в середині 1980-х — 80 осіб.
Рішенням Чернігівської обласної ради від 11 вересня 2009 року село було знято з обліку.